# Тонадіко
Тонадіко (італ. Tonadico) — колишній муніципалітет в Італії, у регіоні Трентіно-Альто-Адідже,  провінція Тренто. З 1 січня 2016 року Тонадіко є частиною новоствореного муніципалітету Примієро-Сан-Мартіно-ді-Кастроцца.
Тонадіко розташоване на відстані близько 480 км на північ від Рима, 60 км на схід від Тренто.
Населення — 1520 осіб (2014).
Щорічний фестиваль відбувається 20 січня. Покровитель — San Sebastiano.

## Демографія
Населення за роками:

Станом на 31 грудня 2014 року в муніципалітеті офіційно проживало 96 іноземців з 13 країн, серед них 57 громадян країн Євросоюзу та 4 громадяни України.

## Сусідні муніципалітети
- Канале-д'Агордо
- Фалькаде
- Фієра-ді-Прим'єро
- Гозальдо
- Моена
- Предаццо
- Сагрон-Міс
- Сірор
- Таїбон-Агордіно
- Трансаккуа
- Вольтаго-Агордіно